# أربثنوت
ف. ف. أربثنوت (بالإنجليزية: Forster Fitzgerald Arbuthnot)‏ (1833 - 1901 م) هو مستشرق بريطاني.

## آثاره
من آثاره:
- المؤلفون العرب وتاريخ العرب وأدبهم (لندن، 1890 م).
- ترجم بمعاونة ريهاستك: «روضة الصفا» لمير خواند (لندن، 1893 م).[1]